# Grande Ospedaliere del Sovrano Militare Ordine di Malta
Il Grande Ospedaliere del Sovrano Militare Ordine di Malta è una delle quattro alte cariche del Sovrano Militare Ordine di Malta. I compiti del Grande Ospedaliere sono stabiliti dall'articolo 155 della Carta Costituzionale dell'Ordine.
Il Grande Ospedaliere riunisce le cariche di Ministro della Sanità, degli Affari Sociali, dell'Azione Umanitaria e della Cooperazione internazionale. Coordina e sorveglia le opere dei Priorati e delle Associazioni nel mondo e delle altre strutture dell'Ordine coinvolte nelle opere caritative e assistenziali, controllando l'applicazione dei principi cristiani.
Nello svolgimento delle sue funzioni, il Grande Ospedaliere è assistito da un Consiglio costituito dalle rappresentanze delle diverse aree geografiche in cui opera l'Ordine di Malta.

## Cronotassi
- Carl Wolfgang Graf von Ballestrem (1962 - 1975)
- Albrecht Freiherr von Boeselager (1989 - 2014)
- Dominique Principe de la Rochefoucauld-Montbel (31 maggio 2014 - 3 settembre 2022)
- Alessandro de Franciscis (3 settembre 2022 - 18 febbraio 2025)[1]
- Josef Blotz (dal 18 febbraio 2025)[2]